# 국제보조어협회

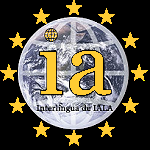

국제보조어협회(International Auxiliary Language Association, IALA) 또는 국제어협회는 국제어를 장려하는 조직으로, 1924년 설립되었다.